# أندرو دالاس (لاعب كرة قدم)
أندرو دالاس (بالإنجليزية: Andrew Dallas) هو لاعب كرة قدم بريطاني في مركز الدفاع، ولد في 22 يوليو 1999 في اسكتلندا في المملكة المتحدة. لعب مع نادي رينجرز.

## وصلات خارجية
- أندرو دالاس (لاعب كرة قدم) على موقع قاعدة بيانات كرة القدم.إي يو (الإنجليزية)
- أندرو دالاس (لاعب كرة قدم) على موقع Soccerbase.com (لاعب) (الإنجليزية)